# DRAGON JAM
『DRAGON JAM』（ドラゴンジャム）は、藤井五成による日本の漫画作品。『月刊!スピリッツ』（小学館）にて、2010年7月号から2011年3月号まで連載された後、『週刊ビッグコミックスピリッツ』（同社刊）にて、2011年23号より週刊連載開始。その後作者の体調不良により原稿を未完成のまま掲載する出来事があり、一時の休載を挟んで以降は隔週連載となっている。バスケットボールの一種、ストリートボール（一般にはストリートバスケと呼ばれることが多いが、本編では正式名称のストリートボールで統一しており、本記事もストリートボールで記述する）を題材としている。
尚、当作はフィクション作品であるが、ストリートボールプロリーグの「SOMECITY」や参戦リーグの「WHO'S GOT GAME」などは実在する組織や大会であり、公式サイトも当作品の取材協力や宣伝を行っている。

## あらすじ
舞台は神奈川県鎌倉市、母親と二人暮らしの貧しい家庭で暮らす立花龍也は、高校には進学せず、バスケットボールで食べていこうと母親に決意を告げる。しかし、そんな彼は1年経っても働こうとせず、親友の高校生アコ、タイゾーと一緒に3on3の賭けバスケで生活費を稼ぐという風来人さながらの有様だった。そんな彼の元に近くの進学校でバスケ部の名門としても知られる辻沢高校の連中が現れる。しかも、そのうちの一人、緋口涼司は小学校大会での因縁の相手であり、龍也は彼らに挑むが惨敗し、今まで得た有り金もほとんど持って行かれてしまった。そんな失意の彼らの元へ地元でストリートボールに親しむ謎の男性、TJ（ティージェイ）が現れる。彼らは三人に本物のストリートボールを教えるが、実力の差もまざまざ見せ付けられることに。そんな出来事を母親に伝えた龍也だが、昔父親がその競技をしていたことを知り俄然やる気が出る。そして、惨敗の後気落ちしていたアコ、タイゾーの二人をストリートボールの大会に誘い、その迫力と臨場感を目の当たりにすると、彼らは俄然その魅力に取り憑かれていくのだった。

## 登場人物

### 主人公チーム
当初は「俺達ストリートドリームス」→ 「ストリートドリームス」→「パンサー王子と給食当番」
立花龍也（たちばな たつや）
本編の主人公で、中卒後はフリーター。愛称はドラゴン。175センチメートル、65キログラム。
子供のころから目立ちたがりのお調子者で、行動が先に出るタイプ。小学校6年生の時に父親とは死別し、以後は母親と二人暮らしだが、クーラー一つないボロアパートに住むなど貧しい生活を余儀なくされる。賭けバスケで生活費を稼いでいたが、同時に自分の将来も案じていた。その後、TJの知人、アンちゃんの元でバスケショップのアルバイト店員をしつつ、ストリートボールのプロ選手を目指している。メンバーのアコ、タイゾーとは中学時代に知り合った友人で、共にバスケ部員だった。中学では他部員のやる気のなさもあって全く大会で勝てなかったが、小学校の時にはシューターとして名を馳せ、ミニバスケで全国大会に出場したことがある。その後は幼少のころから父親と一緒にバスケをしていた習慣で、浜辺にて我流でバスケの技を磨いていた。持ち前の闘争心と素早いドリブルを武器とする。右額に負傷した傷痕がある。
アコ
フルネームは不詳（家族がその名で呼んでいるシーンはある）。龍也、タイゾーとはチームの一員。152センチメートル、40キログラム。
地元高校に通う女子高生で、龍也の友人。中学時代はバスケ部員で異性にもモテていたが、それが原因となって他の女子部員から陰湿なイジメを受けたため、高校ではバスケ部には入らず、3人でストリートボールの道を選んでいる。上背はないが男子選手に負けないガッツと冷静さが身上。スリーポイントを得意とし、シュートモーションの速さに定評がある。
尚、マスカラ使用による運動は、実際は汗で流れ落ちてしまうが、漫画だから大目に見て下さいと、作者が第1巻コミックス巻末の設定資料にて弁解を入れている。
タイゾー
フルネームは不詳。龍也、アコとはチームの一員。185センチメートル、78キログラム。
地元高校に通う男子高生で、龍也、アコの友人。中学時代は龍也と共に一生懸命バスケに打ち込んでいたが、他部員と温度差を感じてからは高校からは龍也、アコと一緒にストリートボールをすることになった。髪型は派手だが、普段から大人しい性質。愛犬家で、チャウチャウを飼っている。
葉山 瞬一（はやま しゅんいち）
愛称はパンサー。182センチメートル。70キログラム。
辻沢高校に通う男子高生で、元はバスケ部のメンバー。当初はストリートボールなど遊び、落ちこぼれの集団などと龍也たちを鼻で笑っていたが、龍也たちと大会会場で、一戦を交えてから考えが変わる。龍也たちと賭けバスケをしたこと、そして部の規則を破ってストリートボールに出場したことが見付かり、全ての責任を被って無期限活動禁止処分となった（しかし、賭けバスケをしていたのは緋口たちであり、葉山は関わっていない）。しかし、本心はストリートボールの世界に魅入られたためであり、他の部員から嫌味を浴びせられたことも相俟って、龍也たちのチームに参加することになる。その後はバスケ部に退部届を出す（監督は、実情を察しており、彼を新人戦メンバーにノミネートしていた）。龍也に負けず劣らず、目立ちたがりな性格であり、チーム名も龍也との1on1勝負の結果、「パンサー王子と給食当番」にしてしまった。普段は釣り目だが、不気味なぐらい爽やかな人格になることもある。

### T.REXのメンバー
TJ（ティージェイ）
本名、寺門丞（てらかど じょう）。198センチメートル。老け顔だが29歳。
ストリートボールチーム「T.REX」のメンバーである傍ら、地元リフォーム会社の営業マンをしている。龍也が真っ先に出会ったストリートボール選手であり、ポジションはセンター。豪快なダンクを得意とする。気前のいい性格で、人脈も広く、龍也たちがストリートボールの世界に引き込むきっかけを作った。中高大学とバスケをしていたが、一流選手には縁遠い存在だった。しかし、ストリートボールでは他チームからも一目置かれる強敵となっている。
ハンサム
本名は早川勇（はやかわ いさむ）。スーパーソニックの異名を持ち、スピーディーな動きと的確なスリーポイントシュートを武器とする。異性にモテている。京香（きょうか）という妹がおり、同じく大会選手として参加している。
マイキー
地元でハンバーガーショップを営む黒人。ハンドリングを得意とするテクニシャンで、優れたドリブル力を持つ。

### SOMECITYの人物
アンちゃん
TJの知人で、ストリートボールリーグ、SOMECITYの運営担当する傍ら自らも「TEAM-S」のメンバーとなっている。40歳だが豊富な運動量と的確なシュート力を武器とする。バスケを始めたのは26歳であり、会社の同僚に誘われて以来ハマり、会社をやめてバスケショップを経営している。

### 辻沢高校の人物
地元にある私立進学校で、バスケ部も夏の全国大会ベスト8の強豪。学校には黙って「TWO-サワーズ」としてストリートボール大会に出場。
緋口涼司（ひぐち りょうじ）
辻沢高校のポイントガード。高校1年。クールな性格だが、内に秘めたる闘志は誰にも負けないものを持っており、意外と好戦的な性格で、2度に亘って龍也の挑戦状を受けている。広い視野と精緻なパスワークを武器とする。石川県出身で、小学校の時に龍也の属するチームと対戦し、そして右額に負傷させた過去がある（アンスポーツマンライクファウルを受けているが、本人は龍也が原因と思っている）。辻沢高校には特待生として入学。何を言われてもへこたれず涼しい顔を返す飄々とした性格だが、クラブ仲間の葉山に罪を着せてしまったことには負い目を感じていた。その後は自身も司令塔として活躍する傍ら、ストリートボールで活躍する葉山の姿を追うようになっており、自身も強い興味を持つようになった。
葉山 瞬一
主人公チームを参照。
ユカリ
バスケ部マネージャーの女子高生。緋口に片想いしているが、普段はしっかりとマネージャー稼業をこなす姉御肌。しかし、賭けバスケをしていた龍也たちを笑い飛ばすなど底意地の悪さもある。

### 主人公の関係人物
立花 良枝（たちばな よしえ）
龍也の実母。龍也には高校へ行かせるつもりだったが、経済的余裕がないことに気を遣われていた（龍也本人も家に金があれば、高校に行ってバスケをするつもりだったと発言している）ことに負い目を感じ、龍也の将来にも不安を感じている。しかし、賭けバスケをしていたことやその他悪い行いはしっかりと叱りつけるなど良識はきちんと弁えている。
立花 龍雄（たちばな たつお）
龍也の父で、龍也が小学校の時に病死。会社員だった。若いころからバスケに打ち込んでいたが、20代真っ盛りの時に病気が見付かり入院、バスケを引退する。その後は結婚を機に、龍也と一緒に、ストリートボールに親しむことが日課となっていた。
猛虎（もうこ）
立花家の隣人で、警察官の男性。賭けバスケをする龍也たちを見付けては注意を促してきたが、同時に立花家の家庭事情を熟知しているために幾度となく見逃してきた過去がある。また、良枝にとっても色々と本音を打ち明けられる、気を許せる相手となっている。